# Zjednoczenie Satyryków Y Politykierów
Zjednoczenie Satyryków Y Politykierów (ZSYP) – audycja radiowa o charakterze satyrycznym emitowana co niedzielę w Programie I Polskiego Radia od listopada 1989 roku do 2009.
W 2009 podjęto decyzję o zaprzestaniu tworzenia programu z uwagi na zbyt wysokie koszty finansowe.

## Pory nadawania
Pod koniec lat 90. XX wieku programy zaczynały się o godz. 11:05 i trwały do 12:00. Od 2001 kończyły się kwadrans wcześniej o godz. 11:45. Następnie audycja była stale skracana – aż do 2006 roku, kiedy Marcin Wolski niespodziewanie został dyrektorem Programu I Polskiego Radia (za prezesury Krzysztofa Czabańskiego), a ZSYP znów trwał do około godz. 12:00. W chwili gdy Wolski przeszedł do dyrekcji, partnerem Marka Ławrynowicza został Stefan Friedmann. Po kolejnej zmianie dyrekcji, program przeniesiono na czas od godz. 13:05 do 13:30, a następnie w lutym 2009 niespodziewanie zdjęto z anteny.

## Twórcy
W audycji występowali: Joanna Jeżewska, Lucyna Malec, Ewa Złotowska, Dorota Lanton, Andrzej Fedorowicz, Marek Frąckowiak, Stefan Friedmann, Stanisław Klawe, Jerzy Kryszak, Marek Majewski, Ryszard Makowski, Waldemar Ochnia, Sławomir Pacek oraz Andrzej Zaorski.

## Rubryki
Rubryki audycji były przygotowywane przez niezależnych autorów. Niektóre z nich często pojawiały się już wcześniej w innych audycjach o podobnym profilu. Nie wszystkie pozycje pojawiały się w każdym wydaniu. Całość była umieszczona pod „nad-redakcją” Marcina Wolskiego i Marka Ławrynowicza.
- „Śniadanie w radiu ZSYP” rozmowa między imitatorami polityków, występuje w różnych mutacjach np. Ani słowa o polityce, Szkoła przetrwania (Marcin Wolski)
- „Sympatyk” (Jerzy Kryszak)
- Ze śpiewnika satyryka (Marek Majewski)
- Noblesse oblige, czyli Réservoir vivre (Marcin Wolski)
- Opowieści z Ciecierówki (tylko narrator; postacie: Józio Babuła, Wojtek Duda, restauracja Randka w Ciemno, stara Zawadzka). Od 2007 „Opowieści” mają formę dialogu. (Marek Ławrynowicz)
- Poradnia pozamałżeńska (Marcin Wolski) – cykl zakończony
- Powtórki z lekturki (Jan Kazimierz Siwek; przegląd prasy)
- Stefan i Marek (Krystyna Wolska)
- Przeminęło z wiadrem (Jan Jakub Należyty; muzyka z filmu o tym samym tytule) – cykl zakończony.
- Salon piękności (Krzysztof Czarnota; muzyka Offenbacha) – cykl zakończony
- Studio teatralne ZSYP-u
- Z pamiętnika młodej lekarki (Ewa Szumańska – lekarka, pacjent do 2001 – Jan Kaczmarek, następnie Stanisław Szelc) – cykl zakończony, Ewa Szumańska odmówiła podpisania oświadczenia lustracyjnego i zrezygnowała ze współpracy z Polskim Radiem
- Zgryzoty Czarnoty (Krzysztof Czarnota)
- Z kapownika kinomana (Marcin Wolski; muzyka ze Świateł Rampy) – cykl zakończony
- Zsypowa Opinia Publiczna (Marek Ławrynowicz)
- Kiwi (Marek Ławrynowicz)
- Korek (Stefan Friedmann)
- Prognoza pogody i nie tylko (Stefan Friedmann)
- Jak zostać milionerem (Jacek Maria Hohensee)
- Pracownia badań ulicznych (Mieczysław Kotiuk)
- Przychodzi kobieta do kobiety (Wojciech Bukat)
- Klawe bajeczki (Stanisław Klawe)
- Jednoosobowa platforma satyryczna (Ryszard Makowski)
- Herbatka z cukrem czy bez (Andrzej Wodziński)
- Pośredniak (Włodzimierz Ciesielski)